# Кэй, Лесли
Ле́сли Кэй Пу́шкин (англ. Lesli Kay Pushkin; род. 13 июня 1965, Чарлстон) — американская актриса, фотомодель и кастинг-директор. Лауреат Дневной премии «Эмми» (2001) и «Gold Derby Awards» (2006).

## Биография и карьера
Лесли родилась 13 июня 1965 года в Чарльстоне (штат Западная Вирджиния, США). У неё есть старший брат, актёр Дэвид Пушкин, и младший брат Майкл Пушкин. В 15-летнем возрасте Кэй переехала в Нью-Йорк, чтобы начать модельную карьеру. Позже она работала на MTV и выиграла $27,500 в телеигре «Колесо Фортуны».
С 1991 года Кэй снимается в фильмах и телесериалах. Наиболее известна по ролям в мыльных операх «Как вращается мир» (1997—2010) и «Дерзкие и красивые» (2005—2016).
Участвовала в американском телешоу «Танцы со звёздами».

## Личная жизнь
В 1992—1999 годы Лесли была замужем за бизнесменом Марком Стерлингом.
В 2003—2011 годы Лесли была замужем за актёром Китом Кулурисом. У бывших супругов есть два сына — Джексон Уильям Кулурис (род.22.02.2000) и Алек Джуд Кулурис (род.15.06.2005).

## Избранная фильмография
| Год       |   | Русское название                    | Оригинальное название       | Роль                             |
| --------- | - | ----------------------------------- | --------------------------- | -------------------------------- |
| 1991      | с | Охотник                             | Hunter                      | Коллин                           |
| 1995      | с | Человек ниоткуда                    | Nowhere Man                 | Тина                             |
| 1997—2010 | с | Как вращается мир                   | As the World Turns          | Молли Конлен                     |
| 2003      | с | Закон и порядок                     | Law & Order                 | Аманда Тейлор                    |
| 2004—2005 | с | Главный госпиталь                   | General Hospital            | Лоис Серулло                     |
| 2005      | с | C.S.I.: Место преступления Нью-Йорк | CSI: NY                     | Таня Данвилл                     |
| 2005—2016 | с | Дерзкие и красивые                  | The Bold and the Beautiful  | Фелиша Форрестер                 |
| 2007      | ф | Анна Николь                         | The Anna Nicole Smith Story | Джинджер                         |
| 2008      | с | Молодые и дерзкие                   | The Young and the Restless  | Фелиша Форрестер                 |
| 2009      | с | Говорящая с призраками              | Ghost Whisperer             | Сьюзанн Зейл / Селест Баррингтон |